# Bengough (Saskatchewan)
Pour les articles homonymes, voir Bengough.
Bengough est une ville de la Saskatchewan (Canada),,,,,,.

## Géographie
Située dans le sud-est de la province, Bengough est en bordure de l'autoroute 34 (en) et près de l'autoroute 705 (en).
La ville de Bengough est localisée dans le coteau du Missouri près des lacs Willow Bunch, Big Muddy, Salt Lake et Channel Lake. Son territoire est aussi marqué par la présence du badlands de Big Muddy. Les principales villes à proximité de Bengough sont Regina, Assiniboia et Weyburn.
La ville fait partie de la municipalité rurale de Bengough No. 40.

## Histoire
Le nom de Bengough fait référence au dessinateur canadien John Wilson Bengough (1851-1923).

## Économie
L'économie de Bengough repose essentiellement sur l'exploitation agricole et sur les présences de ranchs.

## Démographie
| 2006 | 2011 | 2016 |
| ---- | ---- | ---- |
| 337  | 313  | 332  |

## Évènements
En juillet, Bengough accueille le Gateway Festival au cours duquel s'exécute plusieurs musiciens et artistes.